# Примирје са Мудроса
Примирје са Мудроса је означило капитулацију Османског царства у Првом светском рату. Потписано је 30. октобра 1918. на британском војном броду. Примирје је било више обликовано по британским захтевима упркос француским протестима. Споразум није довео независност Арапима, и после њега су следили Грчко-турски рат (1919—1922) и нерешено питање са Јерменима. 

## Увод и капитулација
После војних пораза код Газе и у Месопотамији током 1917. године, Османско царство је било изложено потресима дубоке унутрашње кризе. Националноослободилачки устанци арапских парода, масовне побуне изгладнелог и ратом преморентог турског становништва и велике завере у војсци против младотурског режима (у једној од њих учествовало је 600 официра) довели су земљу на ивицу слома. Међутим, изласком Русије из рата престао је притисак руских армија на Кавказу и у Месопотамији, што је омогућило уздрманој Османској Империји не само да предахне већ и да, после једностраног кршења брестлитовског мира од стране Централних сила, упути интернационалистичке трупе у пљачкашки рат против Совјетске Русије. Турске снаге су у септембру 1918. освојиле Баку, извршивши масовни покољ тамошњег становништва. Али, управо у то време Турска се суочила са наглим погоршањем опште ситуације на другим странама. У септембарској офанзиви, који су у садејству са арапским устаницима предузели Британци на сиријском фронту, Турци су претрпели тежак пораз и повукли се 200 km на север. Њихова 4, 7. и 8. армија спале су на око 11.000 људи и изгубиле готово сву артиљерију. Али британске снаге, због тешкоћа у снабдевању и преморености, нису могле да наставе офанзиву, тако да је после пада Дамаска, 2. октобра, наступило затишје на британско-турском фронту. Победе британских снага у Палестини и Сирији, које су представљале велик оперативни успех, нису имале одлучујући значај за војни положај Турске, јер Британци после тога нису били спососэни да наставе надирање на запад преко Анадолије и угрозе њеме виталне области - Цариград и мореузе (Дарданели). Тако је у борбама у Палестини само обелодањена војна слабост Турске, али је она - мада исцрпљена до крајних граница људских и материјалних могућности - успела да се одржи и настави рат. Тек је капитулација Бугарске задала смртни ударац Отоманској Турској: она је на европском копну била откривена за напад Антантиних армија у правцу најважнијих турских центара. Продором српске 1. армије у рејон Ниша и њеном победоносном офанзивом према Београду, пресечене су везе између Турске и њених великих савезника Немачке и Аустроугарске, без чије непосредне помоћи није могла да настави рат. У таквој безизлазној ситуацији на чело турске владе, уместо великог везира Мехмед Талат-паше, 7. октобра 1918. дошао је Изет-паша, који је раније командовао турском кавкаском армијом. Он се залаrао да се Турска одвоји од Немачке и Аустроугарске и отпочну преговори за закључење сепаратног мира са Антантом. У тежњи да обезбеди што повољнији положај у преговорима, нова влада је одстранила немачке официре са свих командних положаја у турској војсци, а немачке и аустроугарске трупе, које су се налазиле на турском фронту упућене су у Цариград да би преко Украјине биле репатриране у њихову земљу. У исто време влада Изет-паше се послужила заробљеним британским генералом Таузендом за успостављање контакта са главним британским поморским командантом у Средоземном мору адмиралом Калтортом ради отпочињања преговора о примирју. Нормално би било да су се Турци обратили француском адмиралу Гошеу, који је био врховни командант савезничких поморских снага у Средоземном мору. Шаљући парламентаре на преговоре с Британцима, што су ови једва дочекали, турска влада се надала да ће тиме изазвати извесну подвојеност међу противничким силама и обезбедити већу наклоност Велике Британије у расправи турског питања на будућој конференцији мира. Узалудно је француска влада протестовала против одвојених британско-турских преговора, истичући да Велика Британија не може сама водити преговоре у име осталих савезника. Адмиралу Гошеу није пружена могућност да изнесе француске услове за закључење примирја са Турском. У међувремену, главна савезничка команда у Солуну убрзано је припремала операције у Тракији у складу са одлуком Савезничих влада од 7. октобра 1918. и образовању фронта према европској Турској. Британски генерал Милн је предузео све мере да изврши брзу концентрацију англо-француских и грчких трупа према турској граници. Међутим, услед малог броја комуникација, које су иначе ограниченог капацитета, концентрација је вршена споро. Због тога је генерал Милн одлучио да грчки 1. корпус, који му је главни командант генерал Франше д’Епере ставио на располагање, задржи у источној Македонији (Кавала — Драма — Доња Струма), где се налазио на одмору. Тако се догодило да је Милнова армија у време када су њени први ешелони избили пред турске положаје на Марици, била веома раштркана: британска 26. дивизија била је ешелонирана између Костанеца и Мустафа-Паше, француска 122. дивизија послала је два батаљона у Дивотину и кретала се према Ипсоли, док је британска 28. дивизија још увек била стационирана у Гувензи, а грчки 1. корпус на одмору западно од Кавале. Претходнице савезничких јединица стигле су на Марицу крајем октобра 1918. Мсђутим, када су 30. октобра извиђачка одељења упућена преко Марице, нашла су празне траншеје у pejoxима Сархаила и Каплиа. На основу тога, команданти су дошли до закључка да су Турци организовали одбрану на висовима источно од Марице, између Једрена и Кучели Бургаса. Због рђавог времена, које је владало 31. октобра, предње јединице нису наставиле напредовање, тако да нису ни дошле у додир с турским снагама пре него што им је саопштено да су непријатељства с Турском престала. Адмирал Калторп је са турским представницима закључио примирје 30. октобра 1918. у луци Мудросу, на острву Лимнос, и тек тада обавестио Французе да непријатељства с Турском престају сутрадан у подне. Француској није остало ништа друго него да потпише текст уговора, чије су одредбе, разуме се, биле састављене у духу британских колонијлних интереса. Тако се Турска предала пре него што су загрмили топови на маричком фронту. Ипак британски историчар Кратвил с разлогом истиче да су победе савезничких армија на балканском ратишту одлучујуће утицале на турску Владу да, 30. октобра 1918, прихвати акт о капитулацији Османске Империје. Пpема уговору о примирју, Турска се обавезала да ће одмах приступити демобилизацији војске, да ће предати флоту да буде интернирана, да ће напустити окупиране делове Ирана и Русије, затим Месопотамију, Сирију, Киликију и Арабију, да ће отворити мореузе Босфор и Дарданеле, да ће немачке и аустроугарске војне формације и специјалисти напустити Турску у року од четири недеље и да ће своју територију ставити на располагање силама Антанте за интервенцију против Совјетске Русије. Чим је савезничко командовање у Солуну било обавештено о турској капитулациiи, одмах су наређени покрети британских и француских трупа да поседну мореузе Босфор и Дарданеле и окупирају Цариград.

## Деколонизација Турске и превара Британије према Арапима
Примирје је означило не само крај младотурског феудалног режима, који је увукао земљу у рат на страни Централних сила у нади да ће сачувати своје колонијалне поседе и повратити изгубљене територије и престиж, већ и дефинитиван слом Турске Империје. Пошто су турски колонијални поседи на Блиском истоку потпали под власт сила Антанте као колонијално-мандатне територије, арапски народи нису стекли националну независност за коју су се, као британски савезници, током рата борили против Турске.

## Фусноте
1. ↑  Der Weltkrieg, В. XIV. pp. 545–555; Н. Kuhl, Weltkrieg 1914, bus 1918, Берлин 1929, II. pp. 295 и следеће Ј. Pomiankowsky, Der Zusammenbruch des Otomanischen Relches, Wien 1927; Les Armées françaises, том VIII, вол. 3. pp. 480–483; П. Томац. Први светски рат 1914-1918, Београд (1973). pp. 663–667; М. W. Blatt, Kapitulacija Turske 30. oktobra 1918, „Ратник", св. 1/ (1930). pp. 123.
2. ↑  Les Аrmées françaises, том VIII, вол. 3. pp. 480–483; F. Ј. Deybas, н, д.. pp. 271–275; А. Palmer, . pp. 230–233.
3. ↑  А. Palmer, . pp. 233; F. Ј. Deygas, . pp. 271–285; П. Томац, . pp. 665; С. R. М. F. Cruttwell, A History of the Great War, Oxford, (1930). pp. 622.